# Маркиз Линлитгоу
Маркиз Линлитгоу из Линлитгоу в графстве Западный Лотиан — наследственный титул в системе Пэрства Соединённого королевства. Создан 23 октября 1902 года для Джона Хоупа, 7-го графа Хоуптоуна (1860—1908). Нынешний обладатель титула — Хоуп, Эдриан, 4-й маркиз Линлитгоу (род. 1946 г.).

## История
Семья Хоуп происходит от сэра Чарльза Хоупа (англ., 1681—1742), внука сэра Джеймса Хоупа, шестого сына сэра Томаса Хоупа, 1-го баронета из Крэйгхолла (англ., 1573—1646). В 1703 году для него были созданы титулы лорда Хоупа, виконта Эйтри и графа Хоуптоуна в системе Пэрства Шотландии. Также он был лордом-лейтенантом графства Линлитогоушир (англ.) и губернатором Банка Шотландии. Лорд Хоуптоун женился на леди Генриетте (1682—1750), старшей дочери Уильяма Джонстона, 1-го маркиза Аннандэйла (1664—1721). Ему наследовал его старший сын, Джон Хоуп, 2-й граф Хоуптоун (англ., 1704—1781). В 1763 году он стал преемником своего родственника Уильяма Хоупа, 3-го баронета (ок. 1726—1763), в качестве 4-го баронета из Кирклистона.

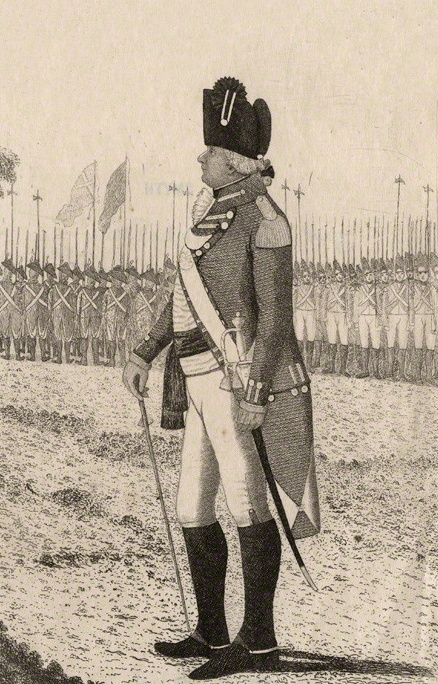
Джеймс Хоуп-Джонстон, 3-й граф Хоуптоун (1741—1816)

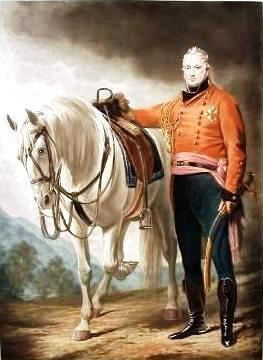
Джон Хоуп, 4-й граф Хоуптоун (1765—1823)

Его сын от первого брака, Джеймс Хоуп-Джонстон, 3-й граф Хоуптоун (1741—1816), был лордом-лейтенантом Линлитгоушира (1794—1816) и заседал в Палате лордов Великобритании в качестве одного из избранных шотландских пэров-представителей (1784—1794). В 1792 году после смерти своего двоюродного дяди, Джорджа Ванден-Бемпде-Джонстона, 3-го маркиза Аннандейла, 5-го графа Аннандейла и Хартфелла (1720—1792), лорд Хоуптоун стал де-юре 5-м графом Аннандэйлом и Хартфеллом. В 1809 году для него был создан титул барона Хоуптоуна из Хоуптоуна в графстве Линлитгоу (Пэрство Соединённого королевства). Он скончался, не оставив сыновей. Графский титул перешел к его дочери, леди Энн Хоуп-Джонстон, де-юре 6-й графине Аннандэйл и Хатфелл (1768—1818). Титулы графа и барона Хоуптоуна перешли к его сводному брату, Джону Хоупу, 4-му графу Хоуптоуну (1765—1823). Он был генералом британской армии, заседал в Палате общин от Линлитгоушира (1790—1800) и был лордом-лейтенантом Линлитгоушира (1816—1823). В 1814 году он стал пэром Соединённого королевства, получив титул барона Ниддри из замка Ниддри в графстве Линлитгоу.
Ему наследовал его сын, Джон Хоуп, 5-й граф Хоуптоун (1803—1843). Он занимал пост лорда-лейтенанта Линлитгоушира (1824—1843). Его сын, Джон Александр Хоуп, 6-й граф Хоуптоун (1831—1873), также являлся лордом-лейтенантом Линлитгоушира (1863—1873). Его сменил его сын, Джон Эдриан Льюис Хоуп, 7-й граф Хоуптоун (1860—1908). Он был видным британским колониальным администратором и консервативным политиком. Он занимал посты губернатора Виктории (1889—1895), лорда-камергера (1898—1900), первого генерал-губернатора Австралии (1901—1903) и министра по делам Шотландии (1905). В 1902 году для него был создан титул маркиза Линлитгоу из Линлитгоу в графстве Западный Лотиан. Его сын, Виктор Александр Джон Хоуп, 2-й маркиз Линлитогоу (1877—1952), также был политиком и занимал пост вице-короля Индии (1936—1943). Также он являлся лордом-лейтенантом Западного Лотиана (1929—1952). Ему наследовал его старший сын, Чарльз Уильям Фредерик Хоуп, 3-й маркиз Линлитгоу (1912—1987). Он был лордом-лейтенантом Западного Лотиана с 1964 по 1985 год.
По состоянию на 2025 год, обладателем маркизата являлся его единственный сын, Эдриан Джон Чарльз Хоуп, 4-й маркиз Линлитгоу (род. 1946), сменивший отца в 1987 году.

## Графы Хоуптоун (1703)
- 1703—1742: Чарльз Хоуп, 1-й граф Хоуптоун (1681 — 26 февраля 1742), сын Джона Хоупа из Хоуптоуна (ок. 1650—1682) и внук Джеймса Хоупа (1614—1661);
- 1742—1781: Джон Хоуп, 2-й граф Хоуптоун (7 сентября 1704 — 12 февраля 1781), старший сын предыдущего;
- 1781—1816: Джеймс Хоуп-Джонстон, 3-й граф Хоуптоун (23 августа 1741 — 29 мая 1816), единственный сын предыдущего от первого брака;
- 1816—1823: Джон Хоуп, 4-й граф Хоуптоун (17 августа 1765 — 27 августа 1823), единственный сын 1-го графа Хоуптоуна от второго брака;
- 1823—1843: Джон Хоуп, 5-й граф Хоптоун (15 ноября 1803 — 8 апреля 1843), старший сын предыдущего;
- 1843—1873: Джон Александр Хоуп, 6-й граф Хоуптоун (22 марта 1831 — 1 апреля 1873), единственный сын предыдущего;
- 1873—1908: Джон Адриан Льюис Хоуп, 7-й граф Хоуптоун (25 сентября 1860 — 29 февраля 1908), старший сын предыдущего, маркиз Линлитгоу с 1902 года.

## Маркизы Линлитгоу (1902)

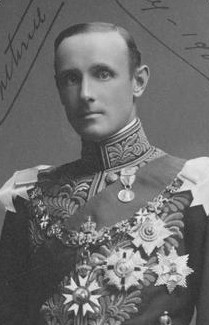
Джон Адриан Луис Хоуп, 1-й маркиз Линлитгоу

- 1902—1908: Джон Адриан Луис Хоуп, 1-й маркиз Линлитгоу (25 сентября 1860 — 29 февраля 1908), старший сын Джона Хоупа, 6-го графа Хоуптоуна;
- 1908—1952: Виктор Александр Джон Хоуп, 2-й маркиз Линлитгоу (24 сентября 1887 — 5 января 1952), старший сын предыдущего;
- 1952—1987: Чарльз Уильям Фредерик Хоуп, 3-й маркиз Линлитгоу (7 апреля 1912 — 7 апреля 1987), старший сын предыдущего;
- 1987 — настоящее время: Эдриан Чарльз Джон Хоуп, 4-й маркиз Линлитгоу (род. 1 июля 1946), единственный сын предыдущего;
  - Наследник: Эндрю Кристофер Шарль Виктор Артур Хоуп, граф Хоуптоун (род. 22 мая 1969), старший сын предыдущего от первого брака;
    - Второй наследник: Чарльз Эдриан Бристоу Уильям Хоуп, виконт Эйтри (род. 25 июля 2001), старший сын предыдущего.

## Другие известные члены семьи Хоуптон
- Джеймс Хоуп-Вер (1785—1843), депутат Палаты общин от Илчестера, сын Уильяма Хоупа-Вера, старшего сына достопочтенного Чарльза Хоупа-Вера (1710—1791), второго сына 1-го графа Хоуптона;
- Чарльз Хоуп (1763—1851), лорд председатель сессионного суда под именем лорда Гранстона (1811—1836), старший сын Джона Хоупа, второго сына достопочтенного Чарльза Хоупа-Вера;
- Джон Хоуп (1794—1858), генеральный солиситор Шотландии (1822—1830), лорд-судья клерк Шотландии (1841—1858), сын Чарльза Хоупа;
- Уильям Хоуп (1834—1909), полковник британской армии и кавалер Креста Виктории, сын предыдущего;
- Чарльз Хоуп (1798—1854), контр-адмирал британского флота, сын Чарльза Хоупа, лорда Гранстона;
- Чарльз Уэбли-Хоуп (1829—1880), контр-адмирал британского флота, сын предыдущего;
- Сэр Джордж Прайс Уэбли-Хоуп (1869—1959), адмирал королевского флота, сын предыдущего;
- Морис Уэбли-Хоуп (1901—1986), бригадир британской армии, сын предыдущего;
- Герберт Уайлс Уэлби-Хоуп (1878—1968), адмирал королевского флота, сын Чарльза Уэбли-Хоупа;
- Эдриан Прайс Уэбли-Хоуп (1911—1992), генерал-майор британской армии, сын предыдущего;
- Чарльз Хоуп (ум. 1808), капитан королевского флота, старший сын Чарльза Хоупа-Вера (1710—1791) от второго брака;
- Фредерик Хоуп (1799—1869), генерал-майор британской армии, сын предыдущего;
- Сэр Питер Хоуп (1912—1999), британский дипломат, посол Великобритании в Мексике (1968—1972), сын Джорджа Леонарда Нельсона Хоупа (1884—1974), внук Чарльза Хоупа (1845—1912), правнук последнего. Также президент Британской ассоциации Мальтийского ордена;
- Сэр Джон Хоу (1765—1836), генерал-лейтенант британской армии, второй сын Джона Хоупа, второго сына достопочтенного Чарльза Хоупа-Вера;
- Сэр Уильям Хоуп-Джонстон (1766—1831), вице-адмирал королевского флота, третий сын предыдущего. Был женат на своей родственнице, леди Энн Хоуп-Джонстон, де-юре 6-й графине Аннандэйл и Хартфелл, дочери 3-го графа Хоуптоуна;
- Джон Джеймс Хоуп-Джонстон (1796—1876), депутат Палаты общин от Дамфрисшира, сын предыдущего, дважды претендовал на титул графа Аннандэйла и Хатфелла;
- Сэр Уильям Джеймс Хоуп-Джонстон (1798—1878), адмирал королевского флота, сын Уильяма Хоупа-Джонсона и Энн Хоуп-Джонстон;
- Чарльз Джейми Хоуп-Джонстон (1801—1835), коммандер британских войск, отец генерал-майора Джеймса Чарльза Хоупа-Джонстона (1835—1884), брат предыдущего;
- Джордж Джеймс Хоуп-Джонстон (1802—1842), капитан королевского флота, брат предыдущего. Его сын Уильям Джордж Хоуп-Джонстон (1830—1870), также был капитаном королевского флота;

;

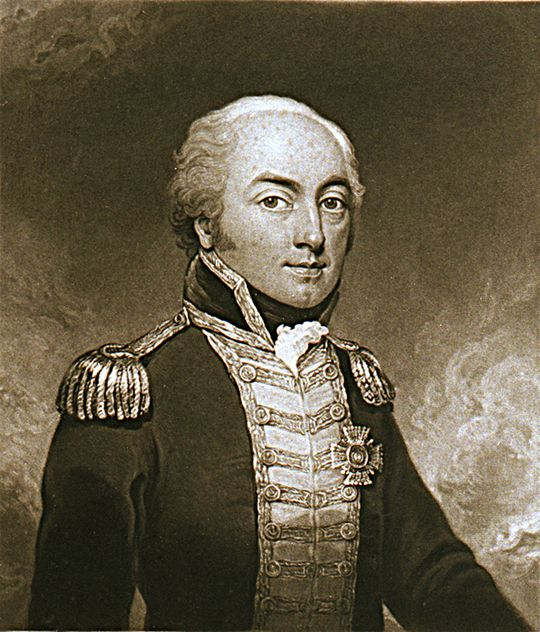
Контр-адмирал Джордж Джонстон Хоуп (1767—1818)

- Сэр Джордж Джонстон Хоуп (1767—1818), адмирал королевского флота, участник битвы при Трафальгарде. Сын Чарльза Хоупа-Вера от третьего брака с Хелен Данбар. Был женат на своей родственнице, леди Джемайме Хоуп (ум. 1808), дочери 3-го графа Хоуптоуна. Их сын Джеймс Хоуп-Вер (1808—1881) имел чин адмирала королевского флота;
- Чарльз Хоуп (1768—1828), генерал британской армии, старший сын 2-го графа Хоуптона от третьего брака с леди Элизабет Лесли;
- Достопочтенный Александр Хоуп (1769—1837), генерал британской армии, депутат Палаты общин от Линлитгоушира (1800—1801, 1801—1835), второй сын 2-го графа Хоуптона от третьего брака с леди Элизабет Лесли;
- Джордж Уильям Хоуп (1808—1863), депутат Палаты общин от Виндзора (1859—1863), сын предыдущего;
- Сэр Эдвард Стэнли Хоуп (1846—1921), барристер, член комиссии по благотворительности (1879—1899), чиновник-регистратор Тайного совета (1899—1909), член комиссии по невменяемости (1908—1914), сын предыдущего;
- Достопочтенный Джеймс Хоуп-Скотт (1812—1873), видный адвокат, сын достопочтенного Александра Хоупа;
- Джеймс Хоуп, 1-й барон Ранкейллоур (1870—1949), британский консервативный политик и депутат, казначей Хаусхолда (1915—1916), сын предыдущего;
- Достопочтенный Джеймс Хоуп-Уоллес (1807—1854), подполковник британской армии, депутат парламента от Линлитгоушира (1835—1838), второй сын 4-го графа Хоуптона;
- Чарльз Данбар Хоуп-Данбар (1873—1958), старший сын капитана Королевских ВМС Джона Хоупа (1843—1915), внук достопочтенного Чарльза Хоупа (1808—1893), третьего сына 4-го графа Хоуптона, претендовал на титул баронета Данбар из Балдуна и в 1916 году стал 6-м баронетом;
- Лорд Джон Хоуп (1912—1996), видный консервативный политик и депутат, младший сын 2-го маркиза Линлитгоу, в 1964 году получил титул 1-го барона Глендевона.